# Dellia dominicensis
Dellia dominicensis är en insektsart som beskrevs av Perez-gelabert, Dominici, Hierro och D. Otte 1995. Dellia dominicensis ingår i släktet Dellia och familjen gräshoppor. Inga underarter finns listade i Catalogue of Life.